# Južnoburmanski jezici
Južnoburmanski jezici, podskupina burmanskih jezika iz Burme i Bangladeša. Obuhvaća 8 jezika, donedavno sedam priznatih, od kojih je jedan (arakanski) [mhv] podijeljen na dva jezika, rakhine [rki] i marma [rmz]. Ostali jezici su burmanski [mya], ukupno 32 319 700 u Burmi i Bangladešu; chaungtha [ccq] 122 000 (1983); intha ili inntha [int], 90 000 (2000 D. Bradley); taungyo ili dawai [tco], 40 000 (2000 D. Bradley).; tavojski [tvn], 400 000 (2000 D. Bradley); yangbye [ybd], 810 000 (1983).
Marma ili mogh [rmz] je iz Bangladeša gdje ga govori 150 000 (2007), i 16 500 u Indiji (2007). Nastao je podjelom arakanskog. Drugi jezik rakhine [rki] ima 730 000 govornika u Burmi (Johnstone and Mandryk 2001) i 35 000 u Bangladešu (2007).

## Vanjske poveznice
- Ethnologue (14th)
- Ethnologue (15th)